# Reverence

Reverence

Een reverence is een vorm van begroeting van een hogergeplaatst persoon. De reverence wordt enkel door vrouwen gebracht en geldt dan ook als de vrouwelijke equivalent van de buiging. In Nederland spreekt men in dit verband ook wel van een kniksje.
Een reverence wordt gebracht door licht door de knieën te buigen terwijl men het hoofd nijgt. Draagt men een lange rok dan kan men tijdens het doorbuigen van de knieën de rok met de handen oplichten zodat deze tijdens het buigen minder de grond raakt. In Engeland, waar deze vorm van begroeting vooral tegenover leden van het Koninklijk Huis wordt gebruikt, wordt de reverence wel een curtsey (van courtesy, hoffelijkheid) genoemd. 
De reverence komt ook voor in verschillende hofdansen en in vormen van klassiek ballet, meestens als "antwoord" op een buiging van de mannelijke danspartner.